# Sulfid sodný
Sulfid sodný (chemický vzorec Na2S) je chemickou sloučeninou sodíku a síry. V čistém stavu je to bezbarvá pevná látka rozpustná ve vodě, ale technická je žlutě zabarvena. Je hygroskopická a pozvolna se rozkládá za uvolňování sulfanu, díky kterému má charakteristický zápach. Ve vodě hydrolyzuje a roztok reaguje silně zásaditě. Vyrábí se redukcí síranu sodného uhlíkem. Největší využití má v papírenství při extrakci celulózy, jinak se využívá jako redukční činidlo vychytávající kyslík nebo jiným způsobem bránící nežádoucí oxidaci.

## Fyzikálně-chemické vlastnosti

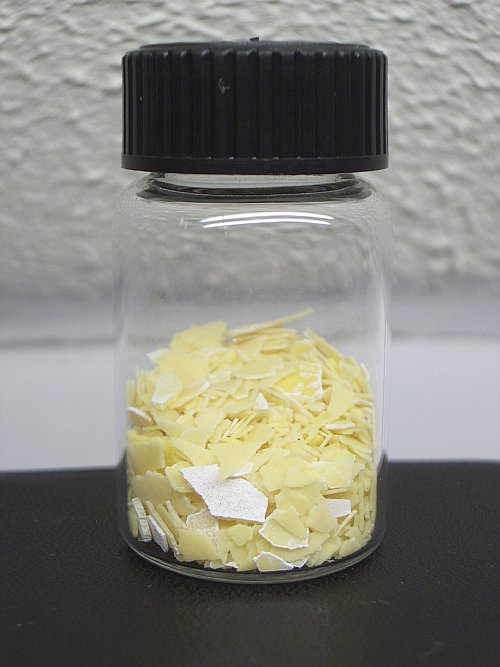
Technický Na_{2}S

V čistém stavu se jedná o bezbarvou pevnou látku, rozpustnou ve vodě, methanolu a také mírně v ethanolu. V průmyslu se připravuje nejčastěji v podobě drobných šupinek a lístečků a bývá zabarven do žluta díky přítomnosti polysulfidů Sn2−. Starší vzorky mají šedou barvu, ale díky charakteristickému zápachu lze lehce rozeznat stále přítomnost sulfidu sodného. Z vodných roztoků krystalizuje pod teplotou 48 °C s 9 molekulami vody jako hygroskopické čtverečné hranolky.
Na vzduchu díky pohlcování vzdušné vlhkosti postupně hydrolyzuje a uvolňuje sirovodík H2S a i v pevném stavu je proto lehce cítit po zkažených vejcích:
Na2S + 2 H2O → H2S↑ + 2 NaOH
Kromě tohoto rozkladu na vzduchu podléhá za přítomnosti kyslíku ještě jinému a to oxidaci za vzniku thiosíranu sodného Na2S2O3 a hydroxidu sodného NaOH:
2 Na2S + 2 O2 + H2O → Na2S2O3 + 2 NaOH
Za vyšší teploty, v přítomnosti oxidu uhličitého CO2, kyslíku a bez vzdušné vlhkosti, může dojít k oxidaci za vzniku uhličitanu sodného Na2CO3 a oxidu siřičitého SO2.
2 Na2S + 3 O2 + 2 CO2 → 2 Na2CO3 + 2 SO2
Vodný roztok sulfidu sodného zapáchá po zkažených vejcích o poznání silněji a vlivem hydrolýzy navíc reaguje silně zásaditě:
Na2S(s) + H2O(l) → 2 Na+(aq) + HS− + OH−

## Výroba
Průmyslově se vyrábí sulfid sodný redukcí síranu sodného (Na2SO4) uhlíkem v podobě uhlí
Na2SO4 + 4 C → Na2S + 4 CO
Laboratorně lze bezvodou sůl připravit redukcí síry sodíkem v bezvodém kapalném amoniaku. Případně síra může být redukována sodíkem v suchém tetrahydrofuranu (THF) za katalytického působení naftalenu:
2 Na + S → Na2S

## Využití
Primárně se využívá v papírenství v Kraftově procesu, kde slouží k přeměně dřeva na dřevěnou drť, ze které se extrahují téměř čistá celulózová vlákna.
Při upravování vody se používá na odstraňování kyslíku. Ve fotografickém průmyslu do vyvíjecích roztoků, kde chrání před nežádoucí oxidací a zničením fotografií. V textilním průmyslu jako bělidlo s odsiřovacími a odchlorovacími účinky. V koželužství slouží jako depilační prostředek (na odstraňování chlupů z kůží)
V technice má sulfid sodný význam především jako redukční činidlo pro organické nitrosloučeniny, např. při přípravě sirných barviv. Používá se jako sulfonační a sulfomethylační činidlo při výrobě gumárenských chemikálií a dalších chemických sloučenin. Dále se využívá jako konzervační prostředek a na výrobu detergentů.